# Olivia Brett
Olivia Brett (n. 18 iunie 2001, Christchurch, Noua Zeelandă) este o canoistă, medaliată olimpică. A participat la o ediție a Jocurilor Olimpice (2024) în care a câștigat o medalie de argint.

## Participări
Lista de mai jos prezintă principalele competiții la care a participat Olivia Brett de-a lungul carierei.
- Jocurile Olimpice de vară din 2024[2]